# 라응찬
라응찬(羅應燦, 1938년 11월 25일~)은 대한민국의 기업인이다.

## 경력
- 2001년 8월~2010년 10월 - 신한금융그룹 대표이사 회장
- 2000년 5월~2001년 8월 - 신한은행 비상근 회장
- 1999년 8월 - 제9기 민주평화통일자문회의 경제과학분과 위원장
- 1999년 2월~2000년 5월 - 신한은행 부회장
- 1998년 4월~현재 - 한일경제협회 부회장
- 1991년 2월~1999년 2월 - 신한은행 은행장
- 1988년 2월 - 신한은행 전무이사
- 1982년 7월 - 신한은행 상무이사
- 1979년 2월 - 제일투자금융(현 신한은행) 상무이사
- 1977년 7월 - 제일투자금융 이사
- 1975년 - 대구은행 지점장, 비서실장
- 1959년 - 1977년 - 농업은행 입사, 농업협동조합 근무

## 수상
- 2009년 언스트앤영 최우수기업가상 금융서비스부문상
- 2007년 월간조선 2007 대한민국 경제리더 대상
- 2003년 프랑스 레지옹 도뇌르 훈장
- 1999년 한국능률협회 한국의 경영자상
- 1996년 국민훈장 목단장(현 모란장, 2등급)
- 1995년 산업포장
- 1987년 국민훈장 목련장(4등급)

## 차명계좌 논란
2010년 9월 2일, 신한은행이 신상훈 신한금융그룹 사장을 의해 횡령, 배임의 혐의로 검찰에 고소하는 것으로 논란이 진행되었다. 이어서 9일, 라응찬은 신상훈 신한금융지주 사장과 이백순 신한은행장과 함께 일본 나고야로 출국하였다. 이어 13일, 라응찬 회장은 5개의 시민 단체들에 의해 2007년 3월 박연차 전 태광실업 회장에게 차명계좌를 이용하여 50억원을 송금하는 등 금융거래실명제법을 위반했다는 의혹을 제기하여 고발되었다. 16일에 사내 게시판을 통해 사태를 설명하는 글을 올렸고, 신한금융은 일간지를 통하여 대국민 사과를 하기에 이르렀다. 10월 7일, 금융감독원은 금융실명제법 위반 혐의로 라응찬 회장에 대한 중징계를 통보하였다. 라응찬 회장은 27일에 귀국하려던 일정을 단축하여 25일 오후 일본 하네다 공항에서 대한항공 편으로 김포공항에 당도하였다. 결국 10월 30일에 라응찬 회장은 공식 사퇴하고, 류시열 이사가 직무대행을 맡게 되었다. 금융감독원에 의해 3개월 직무정치가 처분되었다.